# Giovanni Bolzoni (compositore)
Giovanni Bolzoni (Parma, 1841 – Torino, 1919) è stato un compositore italiano.

## Biografia
A Bolzoni morì il padre durante l'infanzia; la sua famiglia in quegli anni era molto povera, ma egli ricevette lezioni di teoria musicale, a titolo gratuito da un membro del coro del Teatro Regio. Studiò violino, canto, pianoforte, armonia e composizione per sette anni al Conservatorio di Parma.
Dopo la laurea nel 1859 iniziò le sue attività nel 1864 come primo violino presso il Teatro Comunale di Reggio Emilia; poi al teatro di Cremona e nel 1867 a Savona.
Successivamente intraprese anche la carriera di direttore d'orchestra.
Insegnò violino, quindi diresse diverse stagioni liriche nei grandi teatri italiani. Nel 1874 vinse un concorso e fu nominato direttore musicale dell'Istituto F. Morlacchi di Perugia, dove rimase fino al 1876. 
Nel 1884 ricevette l'incarico di dirigere il Teatro Regio di Torino e cinque anni dopo divenne direttore del Conservatorio di Musica della stessa città, carica che conservò per ben ventinove anni.
La direzione di Bolzoni al Conservatorio si caratterizzò per importanti provvedimenti riguardanti la scuola di teoria e di solfeggio, la scuola di violino e di viola, le esercitazioni quartettistiche, il corso di cultura generale, letteraria e scientifica, le cattedre d'organo, d'arpa e di pianoforte.
Nello stesso tempo continuò la sua attività concertistica e compositiva, occupandosi di opere, di ouverture, di musica orchestrale e da camera: sinfonie, suite, fantasie, minuetti.
Nel 1870 ci fu la prima nel Teatro Regio di Parma di Un matrimonio civile, idillio musicale in un atto di sua composizione con libretto di Giacomo Schianelli, diretta da Giulio Ferrarini con Giuseppina Pasqua.
Ebbe tra i suoi allievi il compositore Leone Sinigaglia (1868-1944) che gli dedicò i suoi Zwei Charakterstücke per orchestra d'archi, op.35, pubblicati nel 1910, oltreché Carlo Adolfo Cantù, Giuseppe Blanc, Edgard Varèse.
Un suo minuetto, originale per pianoforte solo, venne frequentemente eseguito nella versione per orchestra d'archi, in particolare da Arturo Toscanini.

## Discografia
- AA. VV. : "Opere per oboe e pianoforte tra Ottocento e Novecento", Tactus, 2016  Luciano Franca, oboe, Filippo Pantieri, pianoforte storico (contiene la Canzone Boema per oboe e pianoforte, la Fantasia per oboe e pianoforte, il Minuetto per pianoforte solo)